# Устрем (Болгария)
Устрем (болг. Устрем) — село в Болгарии. Находится в Хасковской области, входит в общину Тополовград. Население составляет 1 135 человек.

## Политическая ситуация
В местном кметстве Устрем, в состав которого входит Устрем, должность кмета (старосты) исполняет Христо Димитров Илчев (коалиция партий: Демократы за сильную Болгарию (ДСБ), Национальное движение «Симеон Второй» (НДСВ), Земледельческий народный союз (ЗНС), Союз демократических сил (СДС)) по результатам выборов правления кметства.
Кмет (мэр) общины Тополовград — Евтимия Петрова Карачолова (Зелёные) по результатам выборов в правление общины.